# سيسنا 308
سيسنا 308 كانت نموذج عسكري لطائرات نقل خفيفة بنيت على أسس نجاح طائرة سيسنا 305 من مهمتها المراقبة الجوية. بنيت طائرة واحدة فقط ثم الغي المشروع بسبب عدم وجود أي طلب عليه.

## المواصفات (سيسنا 308 النموذج)
البيانات من The Cessnas that got away<ref name='Cessnas'>
الخصائص العامة
- الطاقم: one
- السعة: three
- الحمولة: 1000 lb (454 kg)
- الطول:  ()
- باع الجناح: 47 ft (14 m)
- الارتفاع:  ()
- الوزن محملة: 4200 lb (1905 kg)
- وزن الإقلاع الأقصى: 4200 lb (1905 kg)
- محرك الطائرة: 1 × Lycoming GSO-580, 375 hp (280 kW)

الأداء
- مدى (طائرة): 695 nmi (1287 km)
- نسبة القدرة إلى الوزن: 11.2 lb/hp (0.15 kW/kg)

## وصلات خارجية
- سيسنا 308 الصورة